# Hranki-Kuty
Hranki-Kuty (ukr. Гранки-Кути) – wieś na Ukrainie, na terenie obwodu lwowskiego, w rejonie stryjskim (do 2020 roku w rejonie mikołajowskim).
Wieś składa się z dawniej odrębnych wsi i gmin Hranki i Kuty.